# Heteronotia
Heteronotia es un género de gecos de la familia Gekkonidae. Son especies nocturnas y se encuentran en Australia. Parecen ser arbóreos y disfrutar de los climas más secos. Son endémicos de Australia.

## Especies
Se reconocen las siguientes cinco especies:
- Heteronotia atra Pepper, Doughty, Fujita, Moritz & Keogh, 2013
- Heteronotia binoei (Gray, 1845)
- Heteronotia fasciolata Pepper, Doughty, Fujita, Moritz & Keogh, 2013
- Heteronotia planiceps Storr, 1989
- Heteronotia spelea (Kluge, 1963)